# Pedro Altares
Pedro Altares Talavera (Carabaña, Madrid, 3 de octubre de 1935 - Madrid, 6 de diciembre de 2009) fue un periodista español.

## Biografía
Hijo de Esteban Altares Martínez, siguió estudios de Comercio, hasta graduarse en 1965. Durante ese tiempo, combinó su actividad formativa con trabajos de profesor, escrutador de quinielas y vendedor por Navidad en unos grandes almacenes. Tras trabajar como administrativo en una empresa, inicia la carrera periodística en la Escuela de Periodismo de la Iglesia.
Comienza a ejercer la profesión en 1966, bajo los auspicios de quien fuera su profesor, Joaquín Ruiz-Giménez, en la revista Cuadernos para el Diálogo. En esta revista llegaría a ejercer los puestos de secretario de redacción, consejero técnico de dirección y director, esto último entre 1976 y 1978. En sus propias palabras, Cuadernos para el Diálogo constituyó "una plataforma de lanzamiento de un grupo de hombres" y más tarde "una cantera de políticos" que cubrían todo el espectro social, cantera que fue llamada humorísticamente "cuadernícola". Sufrió procesamiento en 1968 por el Tribunal de Orden Público por una conferencia dictada en Barcelona en 1966 sobre el tema "La opinión pública en la Iglesia", que fue publicada.
Desarrolló su profesión en los tres medios: radio, televisión y prensa escrita. Escribió artículos en Mundo Social, Juventud Obrera, el semanario Signo, El Ciervo, Serra d'Or, Aún, El País, entre otros. En 1979, trabajó en el desaparecido diario Informaciones como crítico de teatro. Fue director de la Editorial Mezquita y prologuista, coautor y autor de varios libros. Se encargó del programa de Radio Nacional de España Onda 1 Coloquios y fue contertulio en el programa, también de RNE, Escritos en el aire, junto con los periodistas Felipe Mellizo y Antonio Casado Alonso, entre otros. También fue director adjunto del periódico El Sol y miembro del comité permanente de la Comisión de Cultura del PSOE. Casado con Pilar Lucendo, contaba con numerosos amigos y eran comunes las tertulias en su casa de la localidad de Torrecaballeros, en Segovia.
En televisión presentó la tercera edición del Telediario de TVE entre 1993 y 1995, así como el programa El debate de hoy entre 1995 y 1996. En radio trabajó en Radio Nacional de España, donde condujo programas como Debate 24 horas y colaboró en los citados Coloquios o Escritos en el aire. Actuó como jurado en el Premio de Periodismo Cirilo Rodríguez, que otorga la Asociación de la Prensa de Segovia, en las ediciones de 2007, 2008 y 2009. Fue padre del crítico de la Sección de Espectáculos del diario El País, Guillermo Altares. Falleció en Madrid el 6 de diciembre de 2009.

## Algunos libros publicados
- Informe sobre la información (1971), con Manuel Vázquez Montalbán.
- Españoles ante la sucesión (1974).
- Euskadi: sin la paz nada es posible (1984), con Txiki Benegas.
- Alemania: la gran coalición (2006).
- Arquitectura negra.[2]